# Disporella alaskensis
Disporella alaskensis is een mosdiertjessoort uit de familie van de Lichenoporidae. De wetenschappelijke naam van de soort is voor het eerst geldig gepubliceerd in 1953 door Osburn.